# Ramón de Algeciras
Ramón de Algeciras, nombre artístico de Ramón Sánchez Gómez (Algeciras, 5 de febrero de 1938-Madrid, 20 de enero de 2009) fue un guitarrista, compositor y letrista flamenco, hermano de Paco y Pepe de Lucía, especialmente destacado como guitarrista de Camarón de la Isla en la década de 1970. 
Inició su carrera artística en 1953 bajo la solvencia de su padre, Antonio Sánchez Pecino, estando más de una década con la compañía de Juanito Valderrama. Aunque destacó ante el público por ser guitarrista durante un tiempo de Camarón de la Isla, trabajó también junto a otros grandes del flamenco como Antonio Mairena, Pepe Marchena o La Niña de los Peines. Junto a su hermano Paco, fueron las dos primeras guitarras flamencas que tocaron en el Teatro Real de Madrid, en 1975. Compuso más de 140 obras, entre las que destaca Rosa María, con la que acompañaba a Camarón.